# 少年维特的烦恼

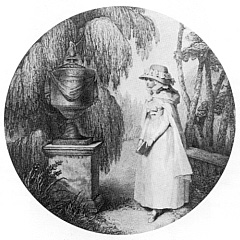
Charlotte在Werther墓前。1783年插圖

《少年维特的烦恼》（德語：Die Leiden des jungen Werthers）是第一部让歌德在德国几乎一夜成名的小说。本书于1774年秋天在莱比锡书籍展览会上面世，并在那里成了畅销书。它是歌德作品中被他的同时代人阅读得最多的一本。《少年维特的烦恼》中的主人公——他的行为仅仅取决于他的感觉——是感伤主义的代表性人物。

## 内容
绝大部分的情节是在维特写给朋友威廉的信中叙述的。
作为一个还不清楚自己人生目标的年轻人，维特离开了市民的世界，来到了W城。在那里，他从在自然中游荡和练习绘画中获得享受，因为他认为自己是个艺术家。一天他被邀请参加舞会，在这次舞会上，他认识了公务员的女儿绿蒂，绿蒂在母亲去世之后照顾着八个兄弟姐妹。维特先前就知道她已经订过婚，却不顾这些，立刻爱上了她。舞会期间下了一场暴雨。两人想到了克洛普施托克的同一首诗，并由此意识到了两人间深深的灵魂的親和力。从此，绿蒂和维特一起度过了很多时光。
绿蒂的未婚夫阿尔贝特出差回来的时候，维特的感情渐渐产生了变化。绿蒂未婚夫的存在使他意识到了自己的爱情的无望。尽管阿尔贝特是一个富有同情心的、好心肠的人，他和维特之间的关系仍是紧张的。当维特意识到他对绿蒂的感情因为这种棘手的局面不能继续下去时，他离开了这座城市，以避开绿蒂。维特为一座大使馆工作了一段时间，但事务的死板和礼仪的拘束摧毁了他的希望。他不能认同社会的上层和贵族的生活。他失望地回到了W城。这时绿蒂已经和阿尔贝特结婚了。
圣诞节之前，维特在阿尔贝特不在时拜访了绿蒂，并为她朗读了莪相的作品，他们情不自禁，相互拥抱、亲吻。但是绿蒂挣脱了，还发誓永远不再见维特。这次事件后，维特彻底绝望了。他写了一封诀别信，并以要旅行的藉口向阿尔贝特借了一把手枪开枪自杀。次日早晨，人们发现他身着他标志性的蓝-黄衣服死去了。莱辛的作品《爱米丽雅·迦洛蒂》翻开着放在他的桌上。由于是自杀，人们无法以基督教的方式埋葬他。

## 背景

### 对夏洛特·布夫的爱
小说的情节在极大程度上是自传性的：当歌德在韦茨拉尔（Wetzlar）的帝國樞密法院实习期间，他结识了年轻的夏洛特·布夫，并爱上了她。但夏洛特已经和一位名叫约翰·克里斯蒂安·凯斯特纳（Johann Christian Kestner）的法律工作者订了婚。在夏洛特的父亲看来，凯斯特纳显然比年轻、有着艺术方面抱负的歌德更加稳重可靠；歌德在那时就已经更想成为一名艺术家而不是律师。歌德仓促地离开了夏洛特。后来，他又认识了一位枢密顾问的女儿马克西米利安娜·冯·拉·罗歇。歌德把两个女子给他留下的印象融合到了绿蒂的形象中。他在六周的时间内写出了这部书信体小说，以抵消爱情的痛苦并使自己从自杀的念头中摆脱出来。

### 耶路撒冷的自杀
小说中的一部分情节，特别是结尾的部分，不同于歌德的经历。维特自尽了，歌德却沉浸在痛苦与写作中。小说中自杀的情节是受到了一位年轻的同事耶路撒冷的激发而产生的。耶路撒冷确实因为爱情上巨大的不幸而自杀，他在韦茨拉尔的墓地成了不幸的年轻恋人的朝拜圣地。卡尔·威廉·耶路撒冷（Karl Wilhelm Jerusalem）是歌德的泛泛之交，他于1772年10月自杀。此事是凯斯特纳告诉歌德的。具有悲剧性的是，耶路撒冷用来自杀的手枪是凯斯特纳借给他的。这使歌德把他自己在1772年夏天的经历和耶路撒冷的命运混合起来，而在小说的第二部分，耶路撒冷的命运越来越多地成为叙述的主要对象。歌德将耶路撒冷的许多性格特点和其他特征转移到他的维特形象上。为了更近地了解耶路撒冷自杀的情况，歌德于1772年11月初再次短暂地来到韦茨拉尔。他以与熟悉耶路撒冷的人的谈话，以及他自己对耶路撒冷的记忆构成了小说的基础。他甚至原文引用了凯斯特纳对耶路撒冷之死的报告的一些段落。

## 影响

### 争论
这部小说激起了批评家和支持者们极为热烈的反应。其中的原因在于，歌德以维特作为他小说的中心人物，而这个人物完全违背了市民社会的规则。市民大众将维特视为一个和睦婚姻的破坏者，一个反叛者，一个无神论者，他与市民大众的观念完全相悖。他们期待的文学，更多的是“实用的东西”和“娱乐的东西”，而歌德的小说在他们看来并不是上述两者中的任何一种。他们直接在故事中寻找“实用的东西”，他们希望有一个他们能够认同的人物，并从他的行为中得到学习。但这部小说却是以自杀告终的——从市民的价值标准来看这不可想象。许多市民批评这部小说仅仅因为它的主要人物不符合他们的观念，还威胁到他们的价值标准。他们认为《少年维特的烦恼》是一本和传统文学决裂的书，这种决裂是他们不希望看到的。他们认为这本书颂扬了与他们的利益相悖的价值标准，赞美了自杀的行为。
针对这部小说对自杀的赞美的批评在很大程度上也来自于教会和一些同时代的作家，因为，据说许多青年模仿了自杀行为。实际上的确有模仿性的自杀行为，但其数量远远低于教会宣称的数量。在一些地方（如：莱比锡、哥本哈根、米兰）这本小说甚至受到了封禁。歌德的反驳大意如下：他以自己的生还给出了最好的例子：人们必须写出内心的痛苦。歌德对指责自己诱惑他人自杀的冯·戴尔比（von Derby）主教和布里斯托（Bristol）爵士做出了辛辣、讽刺的回应：
| “              | 现在你却把一个作家托来盘问，想对一部被某些心地偏狭的人曲解了的作品横加斥责，而这部作品至多也不过使这个世界甩脱十来个毫无用处的蠢人，他们没有更好的事可做，只好自己吹熄生命的残焰。 | ” |
| ——（韩耀成译） | |   |

### “维特热”
正当歌德经受着来自教会和市民方面的愤怒和批评的时候，这部小说也拥有着热心的追随者。首先在年轻人中间爆发了一场不折不扣的“维特热”，这场热潮使得维特成了一个偶像人物。当时出现了“维特装”（黄裤子、黄马甲、蓝外衣）、“维特杯子”、甚至还有“维特香水”。小说中的场景装点着茶壶、咖啡壶、杯子、饼干盘和茶叶罐。对于那时的有教养的市民来说，喝茶喝咖啡的时间成了接触文学的美好一刻。
小说的追随者首先是那些和维特处境相似所以立刻受到吸引的人。那些正确理解了歌德的人可以以这部小说间接地反映他们的处境，并从维特承受的痛苦中找到鼓舞和安慰。

### 价值
《少年维特的烦恼》被视为狂飙突进运动时期最重要的小说。这部小说获得了那个时代相当高的印数，并且是引发所谓的“阅读热”的因素之一。
歌德本人也没有预料到这本书会获得世界性的成功。为了记录所谓的“维特热”，现在在韦茨拉尔，除了一本珍贵的第一版《少年维特的烦恼》外，被展示的还有它的戏仿作品、模仿作品、争鸣文献和多种语言的翻译本。但这本小说的成功并不仅仅是一种流行现象，用歌德自己的话来说：
|                    | 这本小书的影响是巨大的、惊人的、很好的，因为它产生的正是时候。 |
| ——歌德，《诗与真》 |                                                                |

## 版本
- 第一版出版于1774年。

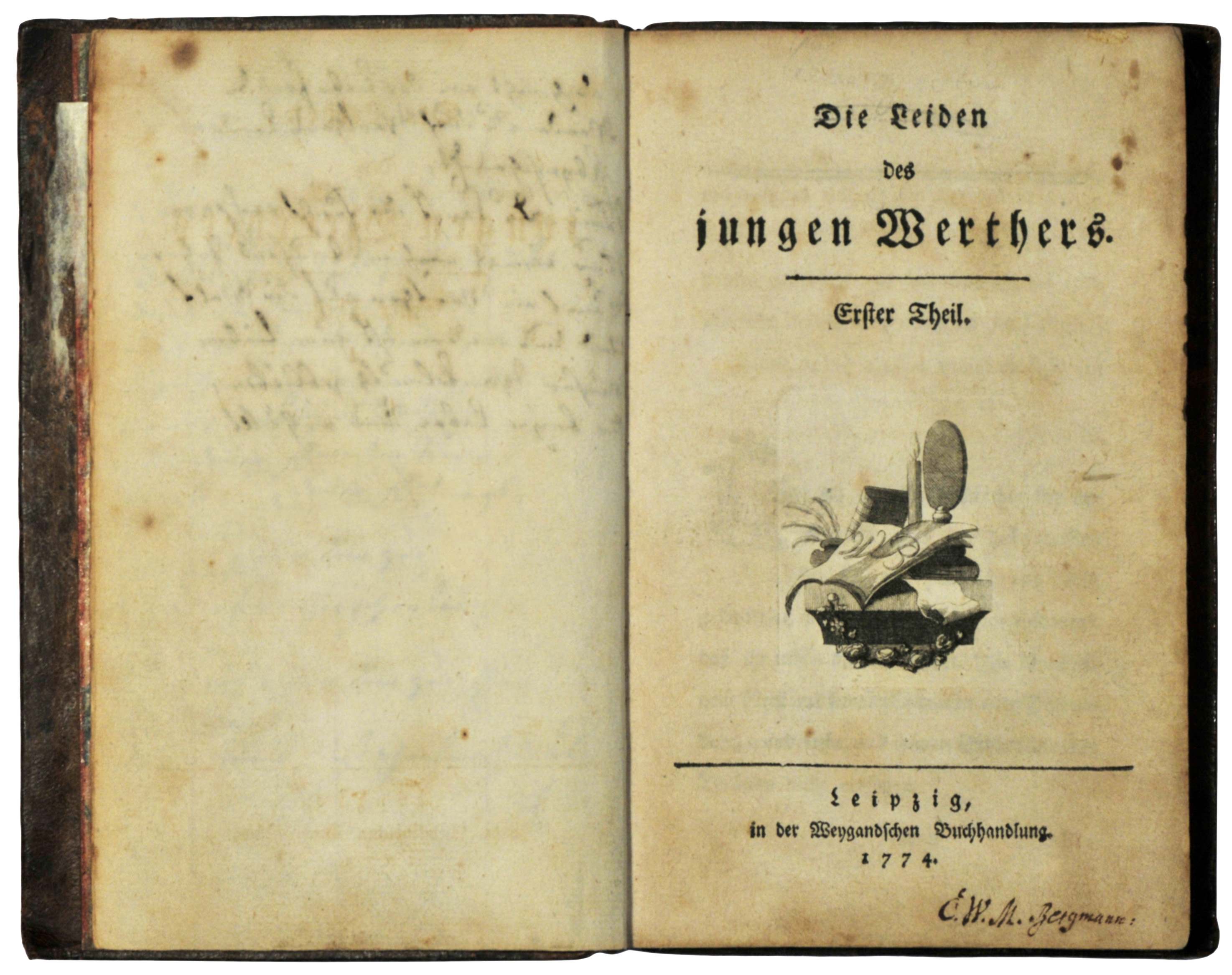
First print 1774

- 1774年出现了一部法语译本，此译本拿破仑读了七遍。
- 1775年德语本重印了七次。
- 此后出现了荷兰语译本（1776年），英语译本（1779年），意大利语译本（1781年）和俄语译本（1788年）。
- 1787年歌德出版了小说的修訂版。

### 中文译本
（部分）
- 《少年維特的煩惱》，但未麗/譯, 文化教室出版社, 2007
- 《少年维特的烦恼》，胡其鼎/译，商周出版社，2006，ISBN 986-124-651-7
- 《少年维特的烦恼》，杨武能/译，人民文学出版社，1999，ISBN 7-02-000605-1
- 《少年维特的烦恼》，韩耀成/译，译林出版社，1998，ISBN 7-80567-486-8
- 《少年维特的烦恼》，侯浚吉/译，上海译文出版社，1996，ISBN 7-5327-1924-3
- 《少年維特的煩惱》，周學普/譯, 志文出版社, 1975, ISBN 9575451139
- 《少年維特的煩惱》，宋碧雲/譯， 遠景出版社, 1980

按國家圖書館全國新書資訊網，《少年維特的煩惱》台灣出版中文譯本約有52種